# Trebel·li Pol·lió
Trebel·li Pol·lió (llatí: Trebellius Pollio) va ser un historiador romà.
Era un dels sis escriptors de la Història Augusta. Hom creu que va escriure les biografies de Valerià I, Valerià el Jove i de Gal·liè, dels trenta tirans i de Claudi el Gòtic. Flavi Vopisc diu que va escriure les biografies dels emperadors començant per Filip l'Àrab i acabant amb Claudi el Gòtic. Vopisc no el considera un gran historiador i diu que recordava alguns fets de manera deficient i en molts aspectes no acurat. El mateix Pol·lió diu que no va escriure sinó que va dictar les memòries amb molta rapidesa.
Vivia en temps de Constantí I el Gran.